# Poecilocloeus tabatingana
Poecilocloeus tabatingana är en insektsart som beskrevs av Marius Descamps 1980. Poecilocloeus tabatingana ingår i släktet Poecilocloeus och familjen gräshoppor. Inga underarter finns listade i Catalogue of Life.